# Canton des Matelles
Le canton des Matelles est une ancienne division administrative française, située dans le département de l'Hérault en région Languedoc-Roussillon.

## Composition
Il était composé des communes suivantes :
| Nom                            | Code Insee | Intercommunalité                   | Superficie (km2) | Population (dernière pop. légale) | Densité (hab./km2) |
| ------------------------------ | ---------- | ---------------------------------- | ---------------- | --------------------------------- | ------------------ |
| Les Matelles (chef-lieu)       | 34153      | CC du Grand Pic Saint-Loup         | 16,81            | 1 967 (2014)                      | 117                |
| Cazevieille                    | 34066      | CC du Grand Pic Saint-Loup         | 16,21            | 186 (2014)                        | 11                 |
| Combaillaux                    | 34082      | CC du Grand Pic Saint-Loup         | 9,06             | 1 454 (2014)                      | 160                |
| Le Triadou                     | 34314      | CC du Grand Pic Saint-Loup         | 6,30             | 395 (2014)                        | 63                 |
| Murles                         | 34177      | CC du Grand Pic Saint-Loup         | 24,06            | 286 (2014)                        | 12                 |
| Prades-le-Lez                  | 34217      | Montpellier Méditerranée Métropole | 8,88             | 4 954 (2014)                      | 558                |
| Saint-Bauzille-de-Montmel      | 34242      | CC du Grand Pic Saint-Loup         | 21,52            | 997 (2014)                        | 46                 |
| Saint-Clément-de-Rivière       | 34247      | CC du Grand Pic Saint-Loup         | 12,73            | 4 804 (2014)                      | 377                |
| Saint-Jean-de-Cuculles         | 34266      | CC du Grand Pic Saint-Loup         | 9,09             | 482 (2014)                        | 53                 |
| Saint-Gély-du-Fesc             | 34255      | CC du Grand Pic Saint-Loup         | 16,51            | 9 625 (2014)                      | 583                |
| Saint-Mathieu-de-Tréviers      | 34276      | CC du Grand Pic Saint-Loup         | 21,92            | 4 670 (2014)                      | 213                |
| Saint-Vincent-de-Barbeyrargues | 34290      | CC du Grand Pic Saint-Loup         | 2,24             | 655 (2014)                        | 292                |
| Sainte-Croix-de-Quintillargues | 34248      | CC du Grand Pic Saint-Loup         | 6,62             | 798 (2014)                        | 121                |
| Vailhauquès                    | 34320      | CC du Grand Pic Saint-Loup         | 16,12            | 2 619 (2014)                      | 162                |

## Représentation
De 1833 à 1848, les cantons d'Aniane, des Matelles et de Saint-Martin-de-Londres n'avaient qu'un seul conseiller général. Le nombre de conseillers généraux était limité à 30 par département.

### Conseillers généraux de 1833 à 2015
| Période         | Période      | Identité                          | Étiquette               | Qualité |
| --------------- | ------------ | --------------------------------- | ----------------------- | --- |
| 1833            | 1848         | Paulin Deshours Farel (1788-1878) |                         | Négociant, Président de la Chambre de commerce de Montpellier                                                                                            |
| 1848            | 1852         | Gustave de Girard                 | Droite Légitimiste      | Représentant du peuple (1849-1851) propriétaire, conseiller municipal de Montpellier                                                                     |
| 1852            | 1870         | Camille Cambon                    |                         | Propriétaire à Jacou |
| 1870            | 1871         | Marie-Eugène Gervais              |                         | Propriétaire Elu en 1871 dans le Canton de Claret |
| 1871            | 1892         | Paul de Girard                    | Droite                  | Maire de Saint-Gély-du-Fesc (1896-1902) |
| 1892            | 1940         | Louis Nègre                       | Rad. puis PRS           | Avocat à Montpellier Président du conseil général Sénateur (1906-1920)                                                                                   |
|                 |              |                                   |                         | |
| 1945            | 1947 (décès) | Louis Fontaine                    | DVG (proche de la SFIO) | Membre du Comité Départemental de Libération |
| 27 juillet 1947 | 1973         | Jean Azéma (neveu de L.Nègre)     | Ind. puis app. FGDS     | Avocat, Saint-Bauzille-de-Montmel Vice-président du conseil général                                                                                      |
| 1973            | 1998         | Gérard Saumade                    | PS puis MDC             | Maître de conférences en Sciences Economiques Député (1988-2002) Président du conseil Général (1979-1998) Maire de Saint-Mathieu-de-Tréviers (1965-2006) |
| 1998            | 2011         | Georges Vincent                   | UMP                     | Médecin Maire de Saint-Gély-du-Fesc (1995-2014) |
| 2011            | 2015         | Christian Dupraz                  | EELV                    | Directeur de recherches à l'INRA Conseiller municipal de Montpellier (2008-2013)                                                                         |

### Conseillers d'arrondissement (de 1833 à 1940)
| Période                                  | Période    | Identité                                  | Étiquette           | Qualité |
| ---------------------------------------- | ---------- | ----------------------------------------- | ------------------- | --- |
| 1833                                     | 1836       | Henri Thomas Simon de Froment (1787-1855) |                     | Conseiller à la Cour de Montpellier                                                                         |
| 1836                                     | 1848       | Jean Fulcrand Aymé Masse (1798-1885)      |                     | Juge de paix, directeur des Messageries royales, propriétaire à Prades-le-Lez                               |
| 1848                                     | 1861       | M. Brun                                   |                     | Juge de paix à Prades-le-Lez                                                                                |
| 1861                                     | 1871       | Jean Fulcrand Aymé Masse                  |                     | Juge de paix à Prades-le-Lez                                                                                |
| 1871                                     |            | Pierre Augustin Mauméjean (1808-1877)     |                     | Notaire |
|                                          |            |                                           |                     | |
| 1907                                     | après 1919 | Charles Cancel                            | Radical             | Vétérinaire à Saint-Mathieu-de-Tréviers                                                                     |
|                                          |            |                                           |                     | |
|                                          |            | Edmond Deleuze                            | Républicain radical | Maire de Prades-le-Lez                                                                                      |
|                                          | 1940       | Denis Roux                                | Radical             | Maire de Combaillaux                                                                                        |
| 1940                                     |            |                                           |                     | Les conseils d'arrondissement ont été suspendus par la loi du 12 octobre 1940 et n'ont jamais été réactivés |
| Les données manquantes sont à compléter. |            |                                           |                     | |

## 2 photos du canton
|  |  |

## Démographie
| 1962  | 1968  | 1975  | 1982   | 1990   | 1999   | 2006   | 2011   | 2012   |
| ----- | ----- | ----- | ------ | ------ | ------ | ------ | ------ | ------ |
| 3 246 | 4 071 | 6 904 | 12 383 | 21 950 | 27 756 | 30 719 | 32 343 | 32 841 |